# Zephyr Cove
Zephyr Cove es un lugar designado por el censo ubicado en el condado de Douglas en el estado estadounidense de Nevada. En el Censo de 2020 tenía una población de 679 habitantes y una densidad poblacional de 714,80 habitantes por km². Fue incluido como CDP en el censo de 2010. Anteriormente formaba parte del CDP de Zephyr Cove-Round Hill Village.

## Geografía
Zephyr Cove se encuentra ubicado en las coordenadas 39°00′01″N 119°57′09″O / 39.00028, -119.95250.Según la Oficina del Censo de los Estados Unidos,  tiene una superficie total de 5,81 km², de la cual 5,49 km² corresponden a tierra firme y 0,32 km² a agua.